# Grote Prijs Stad Zottegem 2022
Il Grote Prijs Stad Zottegem 2022 (ufficialmente Egmont Cycling Race per motivi di sponsorizzazione), ottantaseiesima edizione della corsa e valida come prova dell'UCI Europe Tour 2022 categoria 1.1, si svolse il 23 agosto 2022 su un percorso di 198 km, con partenza e arrivo da Zottegem, in Belgio. La vittoria fu appannaggio del belga Arnaud De Lie, il quale completò il percorso in 4h32'45", alla media di 43,556 km/h, precedendo il francese Arnaud Démare e il connazionale Jasper De Buyst.
Sul traguardo di Zottegem 118 ciclisti, dei 162 partiti dalla medesima località, portarono a termine la competizione.

## Squadre e corridori partecipanti
| N.      | Cod. | Squadra                   |
| ------- | ---- | ------------------------- |
| 1-7     | IWG  | Intermarché-Wanty-Gobert  |
| 11-17   | GFC  | Groupama-FDJ              |
| 21-27   | COF  | Cofidis                   |
| 31-37   | IPT  | Israel-Premier Tech       |
| 41-47   | LTS  | Lotto Soudal              |
| 51-57   | BEX  | Team BikeExchange-Jayco   |
| 61-67   | ADC  | Alpecin-Deceuninck        |
| 71-77   | BWB  | Bingoal Pauwels Sauces WB |
| 81-87   | HPM  | Human Powered Health      |
| 91-97   | SVB  | Sport Vlaanderen-Baloise  |
| 101-107 | ARK  | Team Arkéa-Samsic         |
| 111-117 | TEN  | TotalEnergies             |

| N.      | Cod. | Squadra                           |
| ------- | ---- | --------------------------------- |
| 121-127 | ABC  | Abloc CT                          |
| 131-137 | BCY  | BEAT Cycling                      |
| 141-147 | BEB  | Bolton Equities Black Spoke       |
| 151-157 | EHS  | Elevate p/b Home Solution Soenens |
| 161-167 | GDM  | Geofco-Doltcini Materiel Velo.com |
| 172-176 | JVD  | Jumbo-Visma Development Team      |
| 181-187 | LPC  | Leopard Pro Cycling               |
| 191-197 | MET  | Metec-Solarwatt p/b Mantel        |
| 201-207 | MCT  | Minerva Cycling                   |
| 211-217 | TIS  | Tarteletto-Isorex                 |
| 211-227 | VWE  | VolkerWessels Cycling Team        |
| 231-237 | RDW  | WiV SunGod                        |

## Ordine d'arrivo (Top 10)
| Pos. | Corridore        | Squadra       | Tempo    |
| ---- | ---------------- | ------------- | -------- |
| 1    | Arnaud De Lie    | Lotto         | 4h32'45" |
| 2    | Arnaud Démare    | Groupama      | s.t.     |
| 3    | Jasper De Buyst  | Lotto         | s.t.     |
| 4    | Dries Van Gestel | TotalEnergies | s.t.     |
| 5    | Giacomo Nizzolo  | Israel        | s.t.     |
| 6    | Ruben Apers      | Sport Vl.     | s.t.     |
| 7    | Andrea Pasqualon | Intermarché   | s.t.     |
| 8    | Bram Welten      | Groupama      | s.t.     |
| 9    | Dries De Bondt   | Alpecin       | s.t.     |
| 10   | Piet Allegaert   | Cofidis       | s.t.     |